# Cal Sastre (Vilanova de Sau)
Cal Sastre és una masia del municipi de Vilanova de Sau (Osona) inclosa en l'Inventari del Patrimoni Arquitectònic Català.

## Descripció
És una masia de planta rectangular coberta a dues vessants i amb el carener perpendicular a la façana, orientada a migdia. Es troba assentada sobre el desnivell del terreny per la part nord, lloc que només compta amb un pis. A ponent s'hi adossa un cos, que fa que la vessant que l'abriga sigui més prolongada que l'altra.
La façana presenta un portal rectangular, descentrat del cos de l'edificació i amb una grossa llinda de pedra. Al costat esquerre, que correspon al cos adossat, s'obre un altre portal amb llinda de fusta. En aquest mur s'hi distribueixen diverses finestres amb ampits motllurats i algunes amb espieres a sota. Els carreus dels escaires són de gres vermell ben treballat, les obertures de la façana de gres blanquinós i els murs de pedres diverses unides amb morter de calç.

## Història
Masia situada dins la demarcació de la parròquia de Vilanova de Sau, dins el terme civil de Sau. Aquest terme, a partir del segle xvi començà a experimentar un notable creixement demogràfic que culmina als segles xviii i xix. En el període comprès entre aquests quatre segles passa de tenir 11 masos a tenir-ne 101. Cal Sastre no és registrat als fogatges del segle xvi, a més presenta una dada constructiva fixada al segle xviii (1781), cosa que fa pensar que es construí durant l'època de creixement demogràfic.